# Ampelisca spinifer
Ampelisca spinifer is een vlokreeftensoort uit de familie van de Ampeliscidae. De wetenschappelijke naam van de soort is voor het eerst geldig gepubliceerd in 1951 door Reid.